# Леоновка (Большесолдатский район)
Леоновка — деревня в Большесолдатском районе Курской области. Входит в Любостанский сельсовет.

## География
Деревня находится на берегу реки Рыбинка, в 57 километрах к юго-западу от Курска, в 19 км к востоку от районного центра — села Большое Солдатское, в 3 км от центра сельсовета — села Любостань.

### Улицы
В деревне расположены следующие улицы: Новосёловка, Полевая, Рабочая, Садовая, Фермерская, Хуторская, Центральная, Школьная.

## Население
| 2002 | 2010 |
| ---- | ---- |
| 294  | ↘266 |

## Транспорт
Леоновка находится в 16 км oт автодороги регионального значения 38К-004 (Дьяконово — Суджа — граница с Украиной), на автодороге межмуниципального значения 38Н-091 (38К-004 — Любостань — Леоновка), в 26 км от ближайшей ж/д станции Сосновый Бор (линия Льгов I — Подкосылев).